# Vorwärts-Rasensport Gleiwitz
Vorwärts-Rasensport Gleiwitz (znany również pod nazwami Vorwärts RaSpo Gleiwitz, VfR Gleiwitz) – niemiecki klub piłkarski powstały w Gliwicach w Rzeszy Niemieckiej. W latach 30. XX wieku był jednym z lepszych klubów piłkarskich w Niemczech, w 1936 roku zdobył 4. miejsce w mistrzostwach Niemiec, w klasyfikacji ogólnej z lat 1933–1944 klub uplasował się na 10. miejscu w Niemczech. Klub został rozwiązany podczas II wojny światowej.

## Historia
Vorwärts-Rasensport Gleiwitz powstał w 1926 roku z połączenia SC Vorwärts Gleiwitz i Rasensportverein 09 Gleiwitz. Piłkarze grali na stadionie „Jahn-Stadion” o pojemności 15,000 widzów (dane z 1941 roku) przy ulicy Leipzigerstraße (obecne boisko pomiędzy ulicą Poniatowskiego i Okrzei w Gliwicach). W sezonie 1923/1924 klub jeszcze jako Vorwärts Gleiwitz zdobył mistrzostwo niemieckiej części Górnego Śląska, lecz w rozgrywkach o mistrzostwo południowo-wschodnich Niemiec (niem.: Sud-Ost-Deutschland) zdobył ostatnie miejsce. W sezonie 1926/1927 ponownie zdobył mistrzostwo niemieckiej części Górnego Śląska, natomiast w rozgrywkach o mistrzostwo południowo-wschodnich Niemiec uplasował się w połowie stawki. W sezonie 1931/1932 zdobył kolejne mistrzostwo niemieckiej części Górnego Śląska, w rozgrywkach o mistrzostwo południowo-wschodnich Niemiec wywalczył 3 miejsce. W sezonie 1932/1933 klub był drugi niemieckiej części Górnego Śląska (po Beuthen 09), ale dostał się do dalszych rozgrywek i został wicemistrzem południowo-wschodnich Niemiec. Dało mu to przepustkę do rozgrywek play-off o mistrzostwo Niemiec. W rozgrywkach tych grało 16 drużyn – zwycięzców regionalnych Gaulig. Przegrał jednak 9:0 w pierwszym meczu z klubem Fortuna Düsseldorf. W sezonie 1933/1934 klub uplasował się na 4 miejscu w Gauliga Schlesien. W sezonie 1934/1935 zdobył mistrzostwo niemieckiej części Śląska, lecz nie osiągnął sukcesów w dalszych rozgrywkach. W sezonie 1935/1936 klub został drugi raz mistrzem niemieckiej części Śląska, dostając się do rozgrywek krajowych. Klub grał w grupie 2, odbył następujące mecze: VfR Gleiwitz – Werder Brema 5:2, 4:2; VfR Gleiwitz – Eimsbütteler TV 0:3, 4:1; VfR Gleiwitz – Viktoria Stolp 5:0, 3:1. Uplasował się na pierwszym miejscu w swojej grupie. W półfinałach przegrał jednak z Fortuną Düsseldorf 3:1. Następny mecz – o 3 miejsce – został również przegrany 8:1, tym razem z FC Schalke 04. Jest to najwyższy sukces klubu z Górnego Śląska w rozgrywkach niemieckich. W następnym sezonie 1936/1937 klub uplasował się na 2 miejscu w Gauliga Schlesien, w sezonie 1937/1938 został trzeci raz mistrzem niemieckiej części Śląska, lecz nie osiągnął sukcesów w dalszych rozgrywkach. W kolejnym sezonie 1938/1939 kolejny – czwarty raz – klub zostaje mistrzem niemieckiej części Śląska, lecz również bez sukcesów w dalszych rozgrywkach. W sezonie 1939/1940 klub uplasował się na pierwszym miejscu w grupie „Oberchlesien” w Gauliga Schlesien, jednak bez większych sukcesów w rozgrywkach krajowych. W sezonie 1940/1941 klub uplasował się na 2 miejscu w Gauliga Oberschlesien, w sezonie 1942/1943 na 5 miejscu, a w sezonie 1943/1944 na 8 miejscu. Tak jak większość śląsko-niemieckich klubów na Śląsku zakończył działalność do końca II wojny światowej.

## Sukcesy

Alternatywny herb klubu

- 4 miejsce w mistrzostwach Niemiec (x1): 1936
- Wicemistrz południowo-wschodnich Niemiec (x1): 1933
- 3 miejsce w mistrzostwach południowo-wschodnich Niemiec (x1): 1932
- Mistrz niemieckiej części Górnego Śląska (x3): 1924[a], 1927, 1932
- Mistrz niemieckiej części Śląska – Gauliga Schlesien (x4): 1935, 1936, 1938, 1939
- Mistrz Górnego Śląska – Gauliga Oberschlesien (x2): 1940, 1941